# Fénols
Fénols település Franciaországban, Tarn megyében. Lakosainak száma 247 fő (2022. január 1.). Fénols Rouffiac, Aussac, Cadalen, Lasgraisses és Orban községekkel határos.

## Népesség
A település népességének változása:
| Lakosok száma | 221  | 235  | 246  | 245  | 247  | 253  | 253  | 250  | 247  |
|               | 2013 | 2015 | 2016 | 2017 | 2018 | 2019 | 2020 | 2021 | 2022 |